# Boulevard de l'Assomption
Le boulevard de l'Assomption est une artère des arrondissements Mercier–Hochelaga-Maisonneuve, Rosemont–La Petite-Patrie et Saint-Léonard à Montréal.

## Situation et accès
Ce boulevard est long de 3,6 kilomètres et débute à l'intersection de la rue Hochelaga et se termine à l'intersection de la rue Jean-Talon. La station de métro L'Assomption est située à l'intersection de la rue Chauveau.
Montréal possède aussi une station de métro qui se nomme Assomption au sud de la rue Sherbrooke Est

## Origine du nom
Le boulevard a été nommé en 1951 en l'honneur de la proclamation du dogme de l'Assomption un an plus tôt par le pape Pie XII.

## Bâtiments remarquables et lieux de mémoire
Hôpital Maisonneuve-Rosemont, hôpital desservant l’est de l’Île de Montréal. Fondé en 1971, il est le plus grand hôpital du Québec, employant plus de 15 000 personnes.